# Самоський монастир святого Юліана
Са́моський монасти́р свято́го Юліа́на (ісп. Monasterio de San Julián de Samos) — католицький бенедиктинський монастир в Іспанії, Галісія, в містечку Самос. За переказом заснований у VI столітті Мартином Бразьким. Розташований на Шляху святого Якова. Покинутий ченцями напередодні мусульманської навали. Відновлений у Х столітті як обитель Ордену бенедиктинців. Підпорядковувався єпископу Лугоському. У середньовіччі володів двома сотням сіл. У XVI столітті перебудований в готичному стилі після пожежі. Розпущений 1836 року згідно з едиктами Мендісабаля. 1880 року відновлений як монастир. Цінна пам'ятка культури. Об'єкт Світової спадщини ЮНЕСКО як складова Шляху святого Якова (2015). Також — Са́моське аба́тство свято́го Юліа́на.

## Галерея

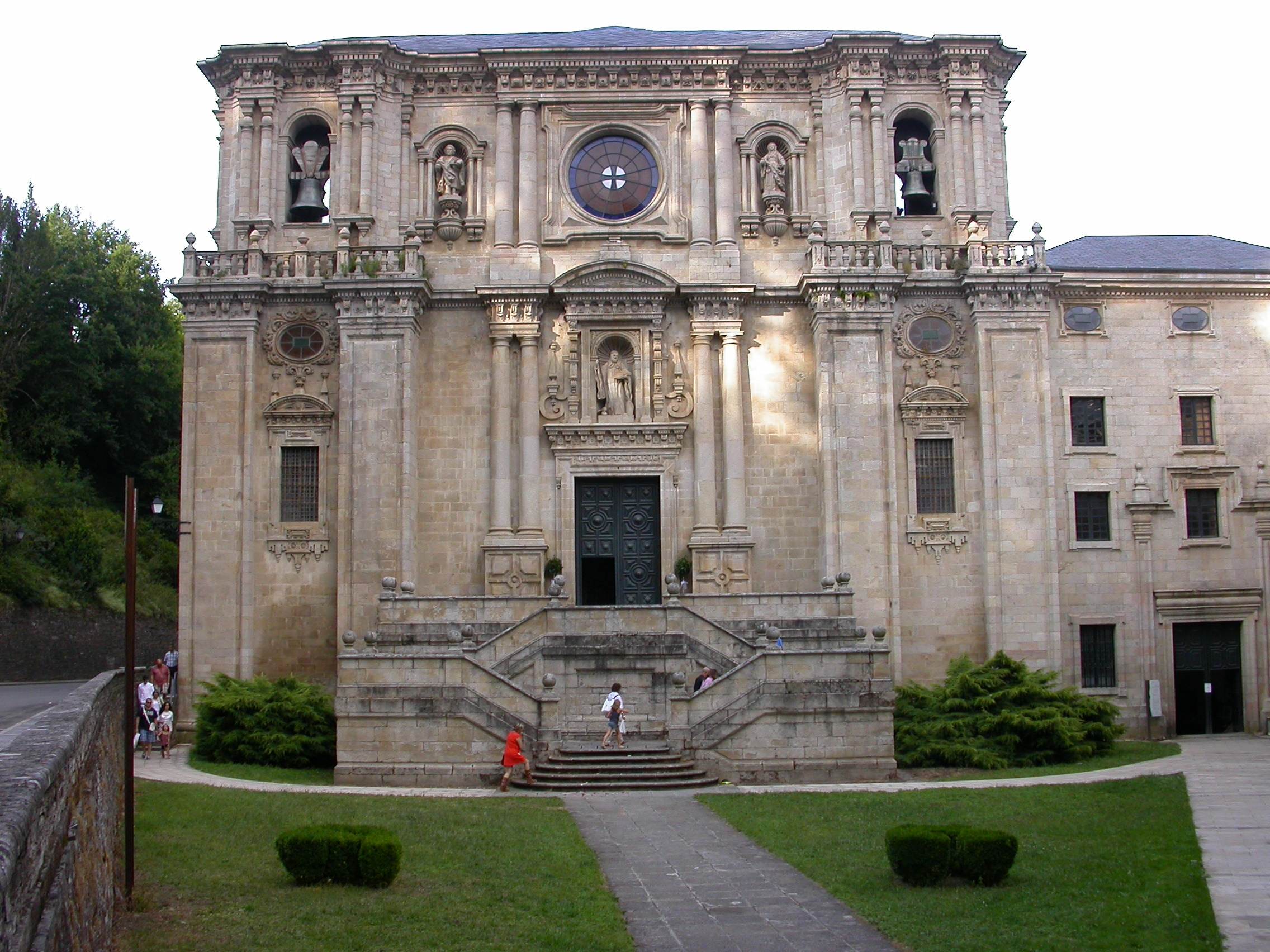
Монастирська церква
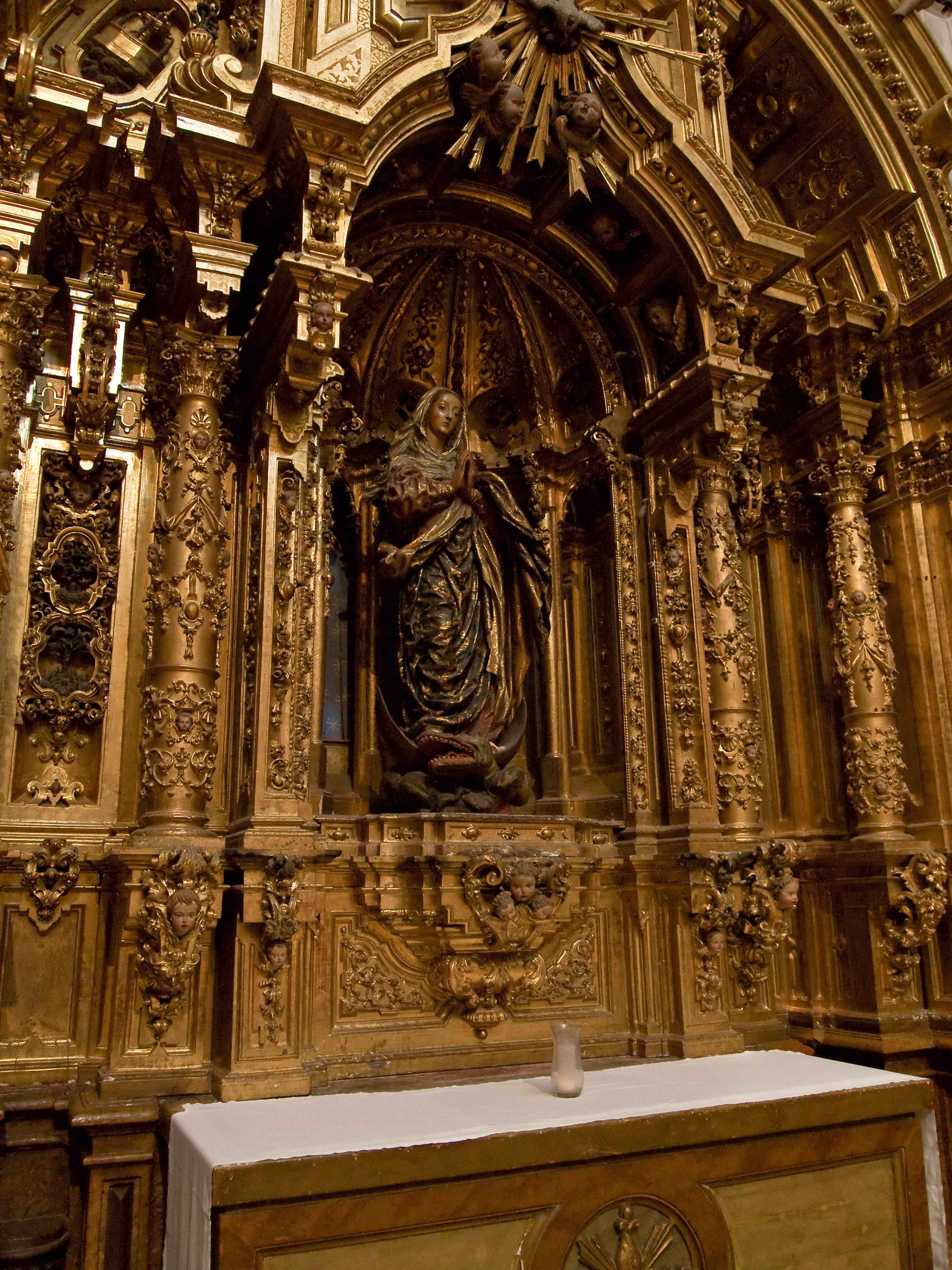
Каплиця Непорочної Діви
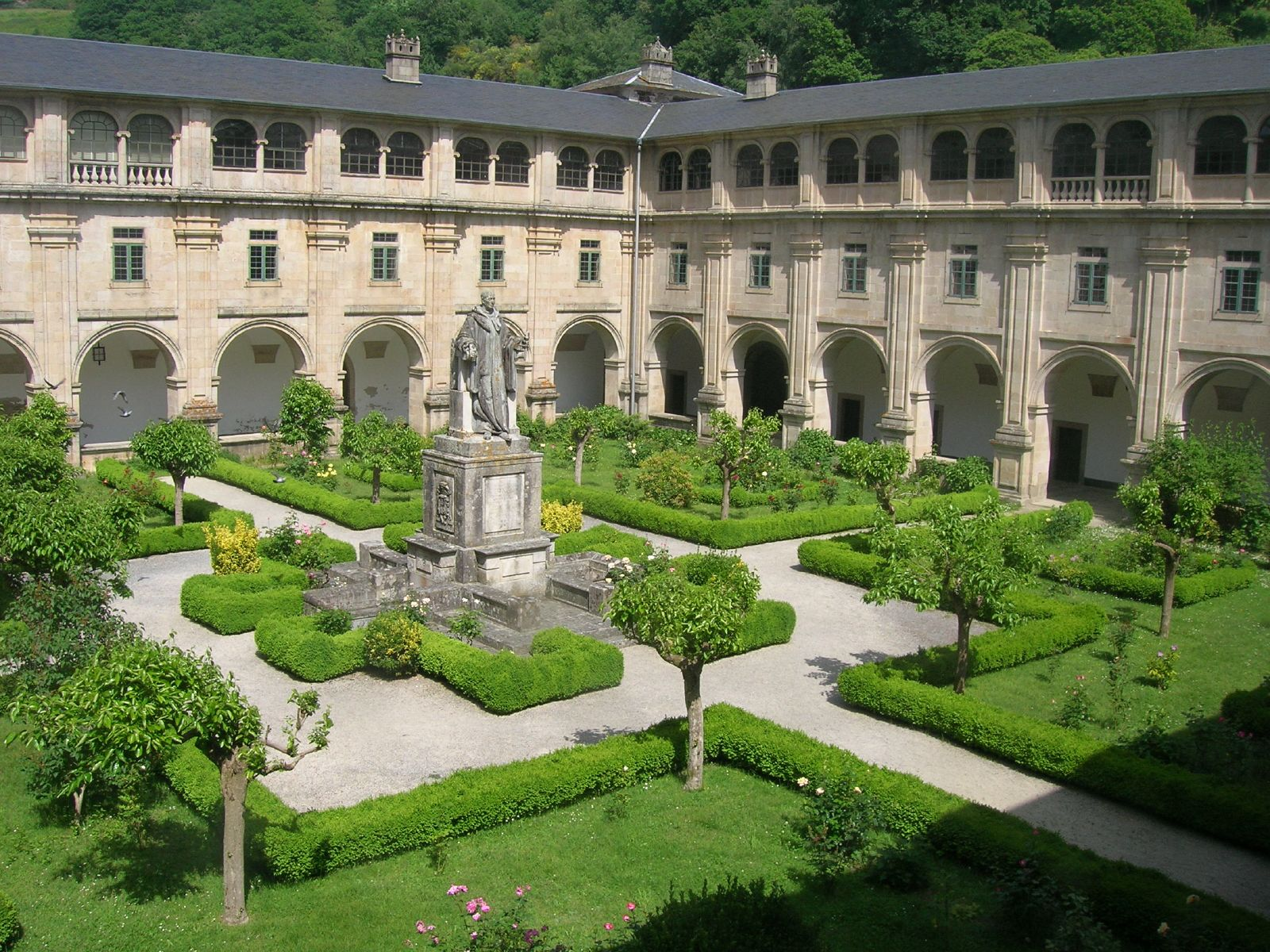
Клуатр
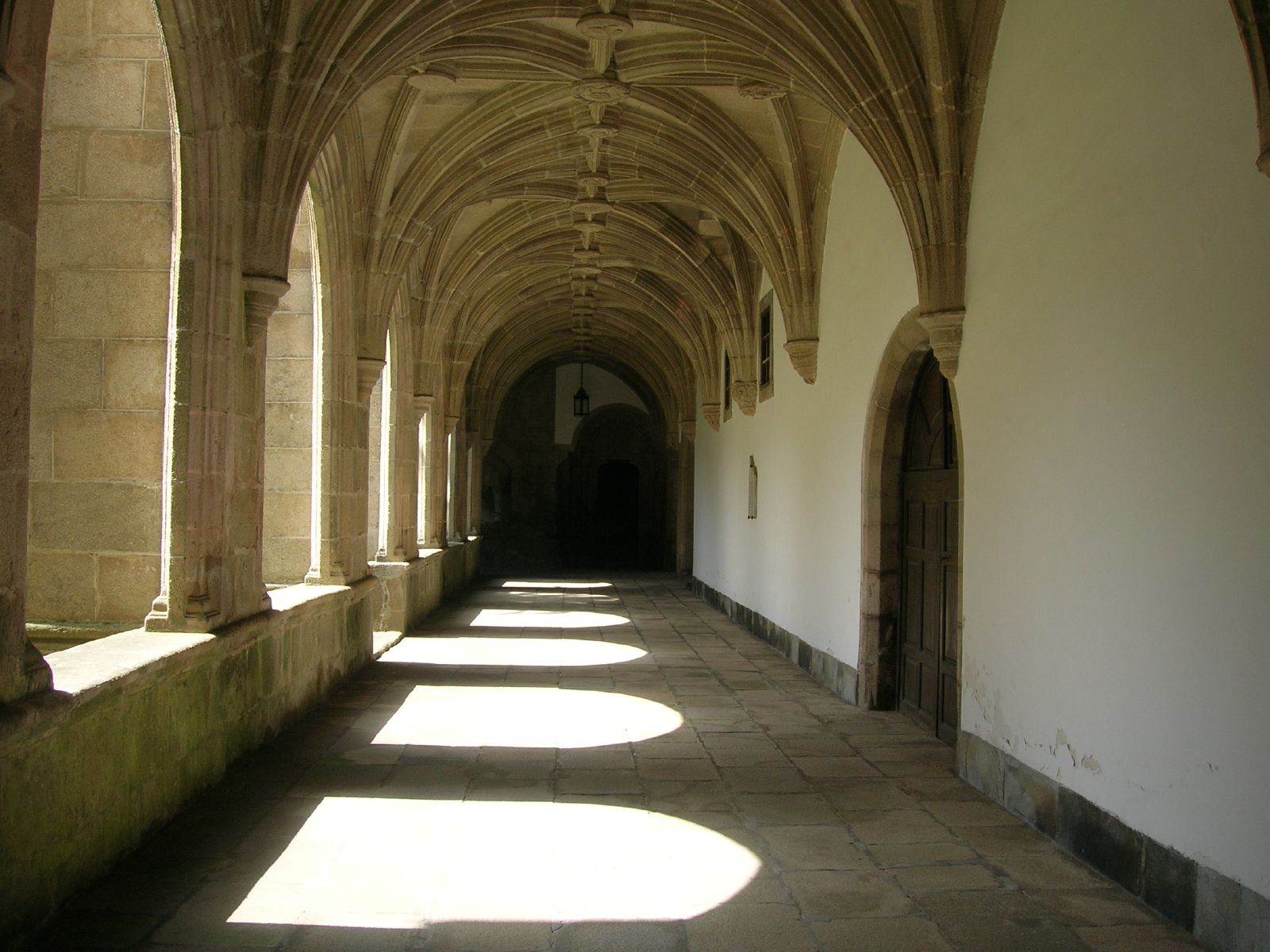
Клуатр